# Callisema socium
Callisema socium là một loài bọ cánh cứng trong họ Cerambycidae.